# Marzena Wodzińska
Marzena Renata Wodzińska z domu Bijak (ur. 13 stycznia 1971 w Kaliszu) – polska samorządowiec i menedżer, od 2014 do 2020 członek zarządu województwa wielkopolskiego V i VI kadencji.

## Życiorys
Córka Zdzisława i Haliny. Pochodzi z Kalisza, związała się z Ostrowem Wielkopolskim. Absolwentka marketingu i zarządzania (specjalizacja: finanse i rachunkowość) na Akademii Ekonomicznej w Poznaniu. Kształciła się podyplomowo w zakresie psychologii w biznesie w Wyższej Szkole Bankowej we Wrocławiu i na akademii trenerów biznesu. Rozpoczęła pracę w Narodowym Banku Polskim, została dyrektorem oddziału banku Santander w Ostrowie Wielkopolskim.
Zaangażowała się w działalność polityczną w ramach Platformy Obywatelskiej, została szefową jednego z kaliskich kół partii. W 2011 i 2019 bez powodzenia kandydowała do Sejmu, a w 2014 – do Parlamentu Europejskiego (otrzymała wówczas 4144 głosy). W 2014 i 2018 uzyskiwała mandat radnej sejmiku wielkopolskiego. 1 grudnia 2014 wybrano ją członkiem zarządu województwa. 23 listopada 2018 znalazła się w zarządzie kolejnej kadencji, gdzie odpowiadała m.in. za kwestie zdrowia, edukacji, ochrony środowiska i nauki. 2 lipca 2020 odwołana z funkcji po złożeniu rezygnacji. 2 września powołana została na stanowisko prezesa zarządu Regionalnego Zakładu Zagospodarowania Odpadów w Ostrowie Wielkopolskim.